# 拉敏·益西楚臣
拉敏·益西楚臣（藏語：ལྷ་སྨོན་ཡེ་ཤེས་ཚུལ་ཁྲིམས།，威利转写：lha smon ye shes tshul khrims，1912年—1978年），原名多吉旺秋（藏語：རྡོ་རྗེ་དབང་ཕྱུག，威利转写：rdo rje dbang phyug），藏族政治人物、诗人，西藏拉孜人。

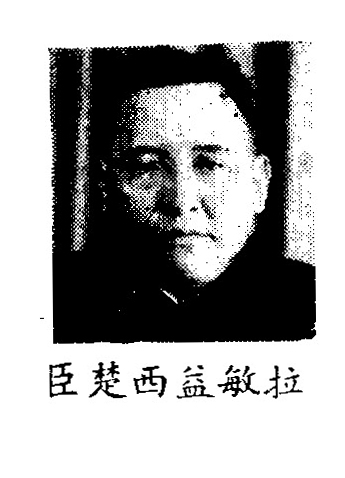
出席制憲國民大會的拉敏益西楚臣

## 生平
拉敏·益西楚臣于1919年进入拉孜寺学习藏文。1927年前往拉萨色拉寺结巴扎仓学法，1930年获格西学位。此后回到拉孜。1934年前往南京，担任九世班禅孜仲列赞、藏文秘书等职。1937年九世班禅圆寂后，出任班禅堪布会议厅秘书长。此后又任三品扎萨，成为班禅系统的主要决策人之一。1946年当选制宪国民大会代表。1947年又当选第一届监察委员、第一届国民大会代表。中华人民共和国成立后，于1952年护送十世班禅回到拉萨。此后曾任班禅堪布会议厅驻拉萨主要负责人、西藏自治区筹备委员会副主任委员、西藏自治区政协副主席、全国政协常委等职。1978年在拉萨逝世。
拉敏·益西楚臣还是一位藏文诗人，著有《尊者米拉日巴传》、《纯洁五兄弟的故事》、《少年沙门与娇媚丽人》等诗篇。

## 家庭
拉敏·益西楚臣出生于后藏贵族拉孜·敏吉家族，父亲拉敏·索朗平措为扎什伦布喇章（班禅堪布会议厅）官员。他有兄弟六人，三弟恰白·次旦平措为著名藏学家，六弟拉敏·索朗伦珠为西藏自治区政协副主席。